# Сотрудничество
Сотру́дничество, или коллабора́ция — процесс совместной деятельности в какой-либо сфере двух и более людей или организаций для достижения общих целей, при которой происходит обмен знаниями, обучение и достижение согласия (консенсуса).
Как правило, этот процесс требует наличия руководящего органа, при этом форма руководства может быть и общественной при сотрудничестве равноправных членов децентрализованного сообщества. Считается, что участники коллаборации могут получить больше возможностей достижения успеха в условиях конкуренции за ограниченные ресурсы. Коллаборация может существовать и при противоположности целей, но в этом контексте данное понятие используется редко.
Коллаборацией также называют совокупность участников процесса коллаборации.

## Классические примеры

### Торговля
Торговля возникла с началом общения в доисторические времена. Торговля была основным средством быта доисторических людей, которые обменивались товарами и услугами, когда не было такого понятия, как современная валюта. Благодаря специализации и разделению труда большинство людей сосредотачивается на небольшом аспекте производства. Торговля существует между регионами, потому что разные регионы имеют сравнительное преимущество в производстве какого-то рыночного товара или потому что размер различных регионов позволяет создавать товары массового производства.

### Теория игр
Теория игр — это ветвь прикладной математики, информатики и экономики, которая рассматривает ситуации, в которых несколько игроков принимают решения в попытке максимизировать свои доходы. Первое задокументированное обсуждение теории игр в письме, написанном Джеймсом Вальдельсом, произошло в 1713 году. Исследования Антуина Августина в математических принципах теории богатства в 1838 году привели к первой общей теории. Теория стала значимой в 1928 году, когда Джон фон Нейман опубликовал серию работ. Работы о теории игр Неймана были финализированы в 1944 году книгой «Теория игр и экономического поведения», написанной Джоном Нейманом и экономистом Оскаром Моргенштерном.

### Управление проектами
Управление проектами, реконструирующими и совершенствующими поле своей деятельности в одной сфере (политика; экономика; развитие общественных структур; созидание; улучшение жилищных и других условий жизни людей и т. д.), осуществление проектов людьми различных профессий подразумевает обмен опытом и техниками при условии целенаправленного разумного руководства и взаимного желания и упорства в достижении поставленной цели.

## Современные примеры

### Музыка
Во избежание подмены и искажения смысла понятий «коллаборационизм (предательство Родины)» и «коллаборация (сотрудничество)», корректнее употреблять производные формы слова «collaboration» c традиционной негативной политической окраской, а для музыкальных коллективных творений использовать привычные определения типа: " творческий союз выдающихся музыкантов ".., «соавторами этой песни были….», «эта опера стала вершиной их сотворчества…» и т. д.

### Наука
Коллаборация в науке — сотрудничество учёных, принадлежащих к разным лабораториям или исследовательским группам, с целью совместного выполнения определённого проекта. Необходимость коллаборации объясняется узкой специализацией отдельных групп учёных, их ограниченностью в инструментарии, необходимом для проведения тех или иных исследований. Объединяя свои трудовые и производственные ресурсы, учёные получают возможность выполнять исследования в областях, ранее для них недоступных.
Часто бывает, что некоторые группы в составе коллаборации решают чисто прикладные технические задачи, например предоставляют данные приборов, работа с которыми недоступна для других групп. Помимо предоставления данных такие группы могут заниматься и их интерпретацией и расшифровкой, что может потребовать более продолжительной работы.
Хотя не существует политических учреждений, организующих науку на международном уровне, к концу XX века сложилась самоорганизованная всемирная сеть. По данным некоторых исследователей, за время с 1990 до 2005 года удвоилось количество работ, опубликованных в международном соавторстве. Хотя вместе с этим выросло количество работ, опубликованных представителями одного государства, это происходило медленнее и не упоминалось так часто.

### Мода
Коллаборация в моде — совместная разработка продукта или линейки продуктов под маркой выпускающего бренда с привязкой имени привлечённой знаменитости или временно сотрудничавшей компании. Чаще в подобных проектах принимают участие знаменитости, которые работают над созданием палитры цвета, тона, аромата, дизайна и т. д. Техническая и финансовая стороны вопроса, а также реализация идеи остаются за выпускающим брендом.